# Hodod
Hodod là một xã thuộc hạt Satu Mare, România. Dân số thời điểm năm 2002 là 3209 người. Đến năm 2021, dân số tại đây là 2914 người.
Diện tích của Hodod là 76,9 km2.